# 夢精
夢精（むせい、英語: Nocturnal emission）は、ヒトの男性が睡眠中に射精に至る現象をいう。遺精の一種であり、夜間遺精ともよばれる。特に思春期の男児に多く見られるが、それ以降の年齢、成人男性でも起きる生理現象である。医学が乏しかった中世ヨーロッパでは、『サキュバス（淫魔）の悪戯』とも呼ばれていた。

## 原因
射精を司る精管膨大部の働きは、覚醒中には交感神経の働きによって抑制されているが、睡眠中は副交感神経が優位となることで抑制作用が弱まり、覚醒中よりも弱い刺激で射精に至ることが知られている。これに加え、以下の2つの原因が重なることで夢精に至る。

### 精液の過剰ストックによるもの
精液は日々絶え間なく生産されており、精嚢への精液のストックはおよそ3日で一杯となる。蓄積過剰となった古い精液のうち、タンパク質として体内に吸収されなかった精液が、新しい精液に押し出されて溢れ出る生理的機序によって夢精が起こる。
この場合、射精反射がまず先に起こり、これに伴って脳内で即座に性的な事柄が連想されることで性夢となるが、性夢は射精によって後付けで連想したものであり、夢精の成立にとって必須のものではない。
蓄積限界による生理的な夢精は若い頃でもせいぜい2〜3週間に一度起こる程度であるとされる。

### 睡眠中の性刺激によるもの
睡眠中に性器に手が触れたり、布団によって擦れたり、寝返りをうって自身の体重によって圧迫されるなど、偶発的な刺激が加わることにより先に脳内で性夢が形成され、物理刺激と夢による興奮、時には無意識下でのマスターベーションによる直接的な性刺激が射精を誘発するものである。マスターベーションであっても睡眠中であれば夢精とされる。
この場合、過剰ストックによるものとは異なり、頻繁に夢精をすることがある。頻度が多い場合は、日常の性刺激が多すぎたり、就寝環境に問題がある場合もある。
また、長期間マスターベーションもしくは射精をしていない際には夢精する可能性が高まる。さらには精神疾患や脊髄の異常などを原因として夢精が生じることもある。
精液の産生が活発な思春期では、就寝前にマスターベーションをしているにもかかわらず夢精してしまうこともある。

## 夢精の予防

### 過剰ストックの防止
定期的に自慰を行って精液を放出するしかない。

## 夢精ではないもの
家族、特に思春期の家族の下着に精液のシミがついていることがしょっちゅうである場合、夢精ではなく、眠りにつく前に下着の上から、もしくは直接的に性器を刺激してパンツの中に射精するマスターベーションを行っている場合がある。その場合は頻回であっても夢精ではないため病気などではなく、また、ティッシュペーパーに出すなどの処理方法を習得するとともに下着を汚す頻度も収まる。思春期の男児の精液産生能力は成人男性と比べても非常に活発であり、毎日、さらには一日に複数回射精することは普通にあり健康に発育している証拠である。

## その他
2013年9月3日、野生のイルカが夢精する瞬間を水中映像で捉えることに、京都大野生動物研究センターや三重大のチームが世界で初めて成功し、発表した。